# Meung
Meung là một huyện (muang, mường)  thuộc tỉnh Bokeo ở tây bắc nước Lào .